# 薬師渓谷
薬師渓谷（やくしけいこく）は、大分県中津市山国町の一級水系山国川支流の彦水川にある渓谷。耶馬日田英彦山国定公園に指定されている。

## 概要
山国川水系の最上流部で、英彦山を源流とする彦水川に沿って約3kmにわたって延びる渓谷。奥耶馬渓の景勝地である猿飛千壷峡からさらに山国川沿いに上流に進んだところにある轟地区から、福岡県との県境の薬師峠まで続く。奥耶馬渓に含められることもある。
渓谷には小さな滝や淵があり、所々では水流が地表から隠れて伏流水となって流れる。周囲にはモミジ、ケヤキなどの広葉樹の原生林が広がり、新緑や紅葉の名所となっている。峠からは、筑豊の山々や平野が見渡せる。
渓谷に沿って薬師林道が延びているが、路面が荒れているため、四輪駆動車やオフロードバイクでなければ走破は困難である。

## 交通
- 鉄道・車：JR九州久大本線日田駅から車で約50分、徒歩約10分。
- 車：大分自動車道日田ICより英彦山方面に約35分、徒歩約10分。